# 博罗色冷
博羅色冷（？—？），清朝官員，蒙古正白旗人。

## 任職履歷
- 順治十五年（1658年）七月，任內大臣。
- 順治十八年九月二十四日（1661年11月15日），授理藩院尚書。
- 康熙八年（1669年）二月，免職。